# 方正书版
方正书版是由北京北大方正电子有限公司开发的专业书刊批处理排版软件，推出于20世纪90年代。该软件主要面向图书、期刊、辞书、科技文献等大中型出版物。与方正其他排版系统不同，方正书版采用批处理方式排版，非所见即所得，需要编写BD排版语言。

## 历史
方正书版自早期的6.0、7.0版本起步，经历了9.0、9.01、9.1、9.11、10.0、2008、11.0等多个版本。9.01首次引入自动加注拼音与注音、大汉字库和GBK字体支持。2008版对遗留问题作了大量优化，增加了注解和版式参数。

## 特性
方正书版支持Windows操作系统，可直接导入Microsoft Word文档；支持数学公式、化学分子式，提供公式输入法、符号库管理、彩色元素设计等专用工具。软件可输出标准PostScript、PDF及方正自有CEB格式。
小样文件是排版的主体，内容是用户输入、编辑的文本文件，并插有排版注解。其扩展名为FBD，书版6.0、7.0小样文件不带扩展名。小样文件排版后生成大样文件，在该过程中自动生成备份文件，后辍名为 .BAK。
.PRO 文件中存放全书整体说明性注解。

## BD语言
BD语言中的排版命令称为注解。

### 示例
| 内容   | 方正书版         | LaTeX                                |
| ------ | ---------------- | ------------------------------------ |
| 数学式 | 🄏🄏ⓏsinⓏ¼(α＋β)🄏🄏 | {\displaystyle \sin(\alpha +\beta )} |

## 缺陷
- Word中全角的单、双引号直接粘贴到方正书版10.0中会变成半角，但可通过Windows记事本或写字板进行二次粘贴规避。[10]